# رومانوس
پاپ رومانوس (به انگلیسی: Romanus) یکی از پاپ‌های کلیسای کاتولیک رم بود که از ۸۹۷ تا ۸۹۷ میلادی پاپ بود.